# José Rubens Chachá
José Rubens Chasseraux, conhecido como José Rubens Chachá (Santos, 4 de agosto de 1954), é um ator, autor e roteirista brasileiro. 
Iniciou a carreira como músico e foi pelos musicais que entrou para o teatro, escrevendo É Fogo Paulista, Rádio Bixiga, Acordes Celestinos, entre outros. Na Rede Globo escreveu para o programa TV Colosso e, para o cinema, Beijo 2348/72, Ed Mort e Castelo Rá-Tim-Bum, o Filme. Com mais de 40 anos como ator de teatro destaca seus papéis na montagens originais de Ópera do Malandro e Os Saltimbancos, e sua longa passagem de mais de quinze anos pelo Teatro do Ornitorrinco, com apresentações em cinco continentes que lhes valeram prêmios e destaques em diversos Festivais Internacionais e temporadas pela Europa e das Américas.

## Carreira

### Televisão
| Ano     | Título                   | Personagem                   | Notas                                                                                       | Emissora          |
| ------- | ------------------------ | ---------------------------- | ------------------------------------------------------------------------------------------- | ----------------- |
| 1976    | Xeque-Mate               | Edson                        |                                                                                             | Rede Tupi         |
| 1978    | Baby-Davil               | —                            |                                                                                             |                   |
| 1985    | Telecurso Segundo Grau   | Apresentador                 |                                                                                             | TV Cultura        |
| 1987    | A Besta Cibernética      | —                            |                                                                                             |                   |
| 1989    | O Cometa                 | Germano                      |                                                                                             | Rede Bandeirantes |
| 1996    | Dona Anja                | Eliphas                      |                                                                                             | SBT               |
| 2000    | Sãos e Salvos!           | Seu Rony                     |                                                                                             | TV Cultura        |
| 2004    | Malhação                 | Calixto                      |                                                                                             | TV Globo          |
| 2004    | Um Só Coração            | Oswald de Andrade            |                                                                                             | TV Globo          |
| 2005    | Mad Maria                | Coronel Agostinho            |                                                                                             | TV Globo          |
| 2005    | Carga Pesada             | Muralha                      | Episódio "Muita Areia pro Meu Caminhão", Muralha era o empresário da cantora Rose DiCaprio. | TV Globo          |
| 2006    | JK                       | Oswald de Andrade            |                                                                                             | TV Globo          |
| 2006    | Sítio do Picapau Amarelo | Valdo Serrão                 |                                                                                             | TV Globo          |
| 2007    | Guerra e Paz             | Delegado Finazzi             | Especial de fim de ano                                                                      | TV Globo          |
| 2007    | Malhação                 | Arnaldo Persi                |                                                                                             | TV Globo          |
| 2008    | Casos e Acasos           | Vítor                        | Episódio: "O Triângulo, a Tia Raquel e o Pedido"                                            | TV Globo          |
| 2008    | Ciranda de Pedra         | Seu Memé (Palamedes Carmelo) |                                                                                             | TV Globo          |
| 2008    | Desejo Proibido          | Diretor do presídio          |                                                                                             | TV Globo          |
| 2008    | Três Irmãs               | Delegado Novais              |                                                                                             | TV Globo          |
| 2009    | Caminho das Índias       | Juiz                         |                                                                                             | TV Globo          |
| 2009    | Cinquentinha             | Maciel                       | Episódio: "8 de dezembro"                                                                   | TV Globo          |
| 2009    | Força-Tarefa             | Capitão Mascarenhas          | Episódio: "Valor Sentimental"                                                               | TV Globo          |
| 2009    | Toma Lá, Dá Cá           | Vânia                        | Episódio: "Tatalo Mãos de Tesoura"                                                          | TV Globo          |
| 2010    | Escrito nas Estrelas     | Juvenil                      |                                                                                             | TV Globo          |
| 2011    | Lara com Z               | Diretor geral                |                                                                                             | TV Globo          |
| 2011    | O Astro                  | Youssef Hayalla              |                                                                                             | TV Globo          |
| 2012    | As Brasileiras           | Coronel José Honório         | Episódio: "O Anjo de Alagoas"                                                               | TV Globo          |
| 2012    | Gabriela                 | Dr. Ezequiel                 |                                                                                             | TV Globo          |
| 2013    | A Mulher do Prefeito     | —                            |                                                                                             | TV Globo          |
| 2014    | Em Família               | Diogo                        |                                                                                             | TV Globo          |
| 2015    | I Love Paraisópolis      | Fradique                     |                                                                                             | TV Globo          |
| 2016-18 | Carinha de Anjo          | Delegado Peixoto             |                                                                                             | SBT               |
| 2019    | Ilha de Ferro            | Neto                         |                                                                                             | Globoplay         |
| 2020    | Bom Dia, Verônica        | Carlos Beto Alberto          |                                                                                             | Netflix           |
| 2022    | Reis                     | Eli                          | Fase: A Decepção                                                                            | RecordTV          |
| 2022–23 | O Rei da TV              | Silvio Santos                |                                                                                             | Star+             |
| 2023    | Travessia                | Montez                       |                                                                                             | TV Globo          |

### Cinema
| Ano  | Título                      | Personagem                                        |
| ---- | --------------------------- | ------------------------------------------------- |
| 1986 | Jenipapo                    | —                                                 |
| 1987 | Anjos da Noite              | Leger                                             |
| 1987 | Carlota/Amorosidade         | —                                                 |
| 1989 | Lua Cheia                   | —                                                 |
| 1990 | Beijo 2348/72               | Pedrão                                            |
| 1992 | PR Kadeia                   | Carioca                                           |
| 1994 | A Causa Secreta             | —                                                 |
| 1994 | Mil e Uma                   | David                                             |
| 1994 | O Efeito Ilha               | Otávio                                            |
| 1995 | História do Futuro          | —                                                 |
| 1996 | Olhos de Vampa              | Anfitrião do clube noturno                        |
| 1997 | A Grande Noitada            | Massa                                             |
| 1997 | Ed Mort                     | Silva (voz)                                       |
| 1997 | Os Matadores                | Delegado                                          |
| 1999 | Uma história de futebol     | Sr. Landão (curta)                                |
| 2000 | Através da Janela           | Dona da Farmácia                                  |
| 2002 | Desmundo                    | João Couto                                        |
| 2002 | Cena 1                      | Velho                                             |
| 2004 | Como Fazer um Filme de Amor | Vários personagens (caixa de banco, taxista, etc) |
| 2005 | Quanto Vale Ou É Por Quilo? | Delegado Batista                                  |
| 2005 | Ímpar Par                   | Senhor cliente                                    |
| 2009 | Amor e Camisa               | Torcedor                                          |
| 2010 | Bom Dia, Eternidade         | Inspetor Teixeira                                 |
| 2017 | Jogos Clandestinos          | Nicolai                                           |
| 2018 | The Countries we Love       | Pai de Jéssica                                    |
| 2020 | Tudo Bem no Natal Que Vem   | Tio Victor                                        |
| 2022 | Uma Pitada de Sorte         | Lorenzo                                           |
| 2023 | Uma Carta para Papai Noel   | Papai Noel                                        |
| 2024 | Chama a Bebel               | Seu João                                          |

### Como autor ou roteirista
- 2011 -  Família Vende Tudo - longa-metragem
- 2010 - O Enigma da Gaivota - curta-metragem
- 1999 - Castelo Rá-Tim-Bum, o Filme - longa-metragem
- 1997 - Ed Mort - longa-metragem
- 1997 - Quarto Crescente - longa-metragem
- 1992 - Prk...deia - curta-metragem
- 1991 - Mano a Mano  -  curta-metragem
- 1990 - Beijo 2348/72  -  longa-metragem